# Verkkosaari (ö i Södra Savolax, Nyslott, lat 61,96, long 28,95)
Verkkosaari är en ö i Finland. Den ligger i sjön Seppäjärvi och i kommunen Nyslott i  landskapet Södra Savolax, i den sydöstra delen av landet, 290 km nordost om huvudstaden Helsingfors. Öns area är 0,3 hektar och dess största längd är 100 meter i nord-sydlig riktning.